# コートダジュールで逢いましょう
「コートダジュールで逢いましょう」（コートダジュールであいましょう）は、1992年6月3日にリリースされた高橋由美子の7枚目のシングルである。

## 解説
JSB『ガーフィールド』のエンディング・テーマとして起用された。

## 収録曲
- 全曲作詞：秋元康 / 編曲：大谷和夫

1. コートダジュールで逢いましょう
  - 作曲：亀井登志夫
2. 太陽のバレリーナ
  - 作曲：後藤次利
3. コートダジュールで逢いましょう（オリジナル・カラオケ）
4. 太陽のバレリーナ（オリジナル・カラオケ）